# Animazione vettoriale
Per animazione vettoriale si intendono animazioni digitali basate su vettori invece che basarsi su pixel.

## Caratteristiche
Una caratteristica importante è la riduzione notevole dello spazio di memoria rispetto alle animazioni con formato bitmap, il formato usato invece dalle animazioni vettoriali è EVA (Extended Vector Animation) molto usato in Giappone, questo tende a modificare le proprietà del vettore anziché modificare fotogramma per fotogramma come nelle classiche animazioni grafiche in bitmap.

## Utilizzo
È molto usato per la sua fluidità dovuta all'uso di dati matematici come parametri invece che valori di pixel.